# NGC 7646
NGC 7646 = IC 5318 ist eine Spiralgalaxie vom Hubble-Typ Sc im Sternbild Wassermann am Südsternhimmel. Sie ist schätzungsweise 315 Millionen Lichtjahre von der Milchstraße entfernt.
Das Objekt wurde im Jahre 1886 von Frank Muller entdeckt.